# Harrislee
Harrislee (duń. Harreslev) – gmina w Niemczech w kraju związkowym Szlezwik-Holsztyn, w powiecie Schleswig-Flensburg.